# أرنولد (برمجيات)
أرنولد يعتبر مقبس للتصيير ثلاثي الأبعاد ذات الدقة الفيزيائية غير المنحازة والذي يستخدم تقنية تتبع الأشعة لتصيير المشهد ثلاثي الأبعاد. تم برمجة هذا المقبس من قبل شركة سوليد أنقل. من الأفلام الشهيرة التي أخرجت باستخدام هذا المصُيير أفلام مثل مونستر هاوس و كلاودي وذ أي تشانس اوف رين و آليس ان ووندرلاند و كابتن أمريكاو اكس-مان: فرست كلاس و ذي افانجرز و رد تيلز و آندرورلد: اويكننق و سبيس بايرت كابتن هارلوك و إیلیزیم و باسيفيك ريم و قرافيتي.

## التقنية
يعتمد مقبس أو مصُيير أرنولد على طريقة مونت كارلو في تتبع الأشعة. وهكذا يصبح المحرك الخاص بهذا المصُيير مجهز لإطلاق بلايين الأشعة غير متماسكة المساحة في جميع أنحاء المشهد المراد إخراجه أو تصييره. غالباً مع تستخدم درجة واحدة من الانعكاس الداخلي المتناثر وذلك لكي يكون الضوء قادر على الارتداد من الجدار أو أي مجسم آخر ويضيء الأجسام الأخرى بشكل غير مباشر. للمشاهد المعقدة مثل مشهد محطة الفضاء في فيلم إیلیزیم تم استخدام مايعرف بي الاستنساخ (Instancing) لإتمامها. يستخدم لغة برمجية تعرف بـ لغة التظليل المفتوحة ( Open Shading Language) لكي تقوم بتعريف الخامات للأجسام والإكساء.

## تاريخه

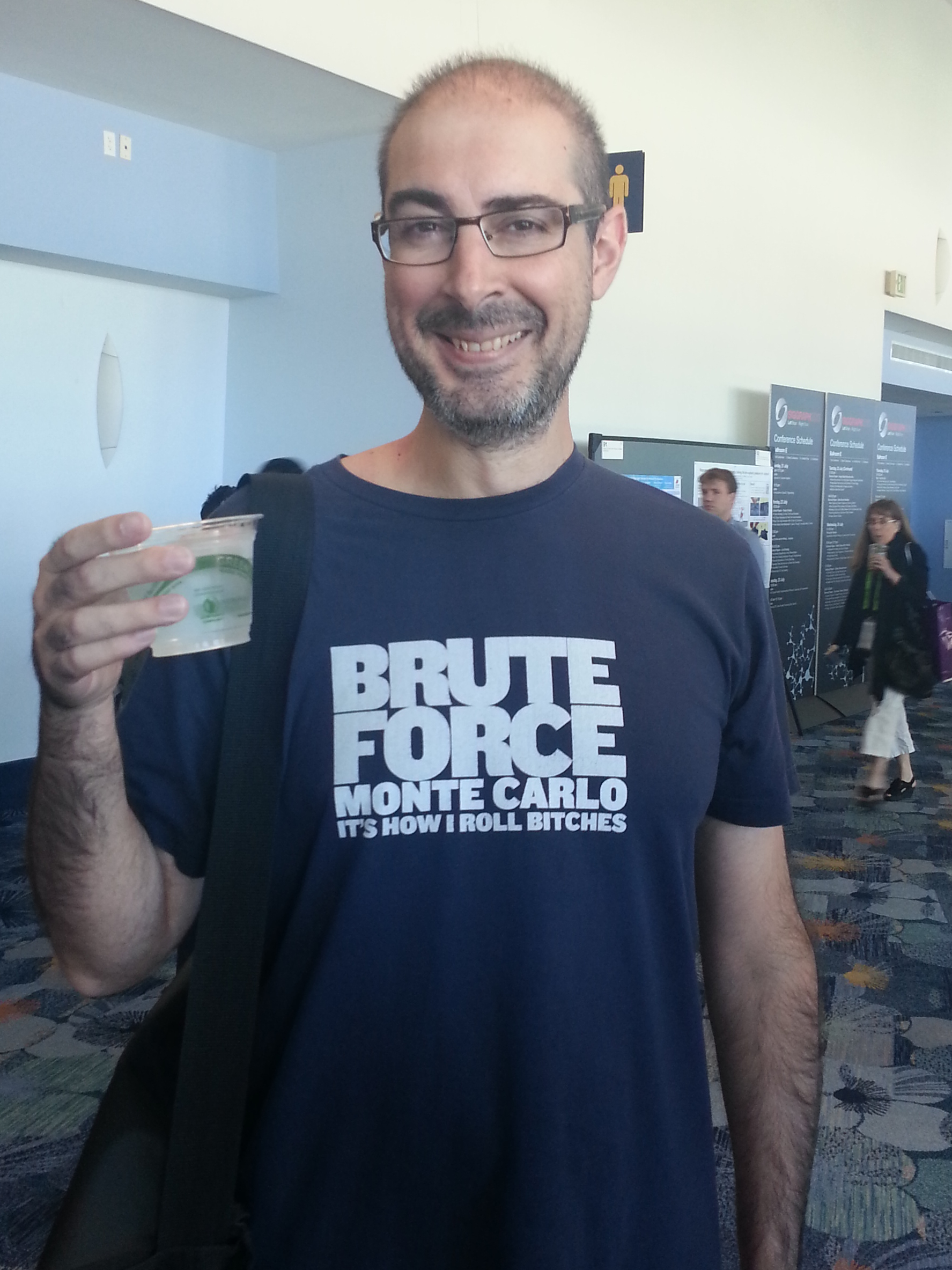
ماركوس فيرقادو في معرض سيقراف عام 2013

يعتبر ماركوس فيرقادو كبير المهندسين الذين عملوا على أرنولد. بدايات مايعرف الآن بـ أرنولد كانت في عام 1997 عندما قرر ماركوس أن يبرمج مصيُيير خاص به. في ذلك عام حضر معرض سيقراف ( الخاص برسوميات الحاسوب أو القرافيكس) ووصل اهتمامه بتقنية تسمى بـ التعقب الموزع للأشعة ( الجزء الأساسي من التنقية المستخدم في مصُيير أرنولد) ذروته وذلك من خلال أحاديثه الجانبية مع الحاضرين لذلك المعرض.
الإصدارات الأولية من مصير فيقاردو كانت تسمى بـ رندر آي بي آي . اسم أرنولد ظهر عندما إقترحه أحد أصدقاء ماركوس بعدما نكتة أطلقوها على أحد أفلام الممثل الأمريكي أرنولد شوارزنيجر عندما شاهدو أحد أفلامه سويةً في المسرح.